# Гидрофилоидные
Гидрофилоидные (лат. Hydrophiloidea) — надсемейство жуков из серии семейств Стафилиниформные (Staphyliniformia).

## Классификация
В надсемейство включают 6 современных семейств. В 2022 году в ходе интегрирования данных филогеномики и палеонтологии была разработана новая классификация жесткокрылых, в которой надсемейство Hydrophiloidea сближается с Histeroidea и вместе с ним включено в серию Staphyliniformia.
Ранее семейство Epimetopidae рассматривались в ранге подсемейства Epimetopinae Zaitzev, 1908 в составе Hydrophilidae.
- Epimetopidae
- Hydrochidae — Влаголюбы — в России 8 видов. Источник оценки: А. Л. Лобанов, 2001.
- Helophoridae — Морщинники — в России 64 вида. (А. Л. Лобанов, 2001).
- Spercheidae — Сперхеиды — в России 1 вид. (Кирейчук, 2001).
- Hydrophilidae — Водолюбы — в России 110 видов. (А. Л. Лобанов, 2001).
- Georissidae — Илоносцы — в России 7 видов. (Кирейчук, 2001).